# هيروشي موراكامي
هيروشي موراكامي (باليابانية: 村上寛؛ بالكانا: むらかみ ひろし) هو طبال ياباني، ولد في 14 مارس 1948 في طوكيو في اليابان.

## وصلات خارجية
- هيروشي موراكامي على موقع ميوزك برينز (الإنجليزية)
- هيروشي موراكامي على موقع أول ميوزيك (الإنجليزية)
- هيروشي موراكامي على موقع ديسكوغز (الإنجليزية)